# Socha svatého Jana Nepomuckého (Bělá pod Bezdězem)
Socha Jana Nepomuckého v Bělé pod Bezdězem v okrese Mladá Boleslav stojí před kostelem Povýšení sv. Kříže, původně však byla instalována v jihovýchodní části náměstí.

## Popis
Socha je v mírně podživotní velikosti, světec je oděn v kanovnickém rouchu, oproti běžnému zobrazení však nemá biret na hlavě, ale drží ho v levé ruce, zatímco pravá ruka zdvihá kříž. Svatozář je doplněna obvyklou pěticí hvězd. Socha samotná stojí na malém hranolovém podstavci s volutami, ten spočívá na větším hranolovém stylobatu s nápisovými zrcadly. Nápis, který je zároveň chronogramem, zní:
HONORI
IOANNAEO
CLIENS OBTVLIT
INFIMVS VOTI RE
VS: WENCESLAVS
VITVS IGNATI
VS CIPL CVRA
TVS BIELAE!

## Vznik
Podle chronogramu byla socha vytvořena roku 1722. Postavit ji dal bělský farář Václav Vít Hynek Cippl, který spravoval bělskou farnost mezi lety 1717–1724. Až do roku 1920 socha stála v jihovýchodní části náměstí, jak je patrné i z plánu města z roku 1797.

## Přemístění sochy
Ze zápisu z městské rady ze dne 28. června 1919 vyplývá, že socha na náměstí je poškozená, a farní úřad po městu požaduje, aby sochu opravil a přemístil před farní kostel, k čemuž rada zaujímá nesouhlasné stanovisko. Zápis ze dne 4. srpna téhož roku oznamuje pověření K. Soviny, který má sochu sv. Jana Nepomuckého odstranit z náměstí a přesunout před farní kostel.
Dle farní kroniky byla soše v červnu 1919 neznámými pachateli uražena hlava a pravá ruka s křížem. Poškození souviselo s událostmi po vzniku Československa, kdy byly i v obcích mladoboleslavského regionu ničeny katolické památky, jako např. socha J. Nepomuckého v Dobrovici nebo socha sv. Vojtěcha v Chotětově (snad záměnou s Janem Nepomuckým). V pražské arcidiecézi došlo v této době (1918-1920) k poničení minimálně 34 soch sv. Jana Nepomuckého.
Hlava sochy byla nalezena v roce 1920 v kale na náměstí a spolu s rukou s křížem připojena zpět k soše kameníkem Pokorným.

## Další fotografie

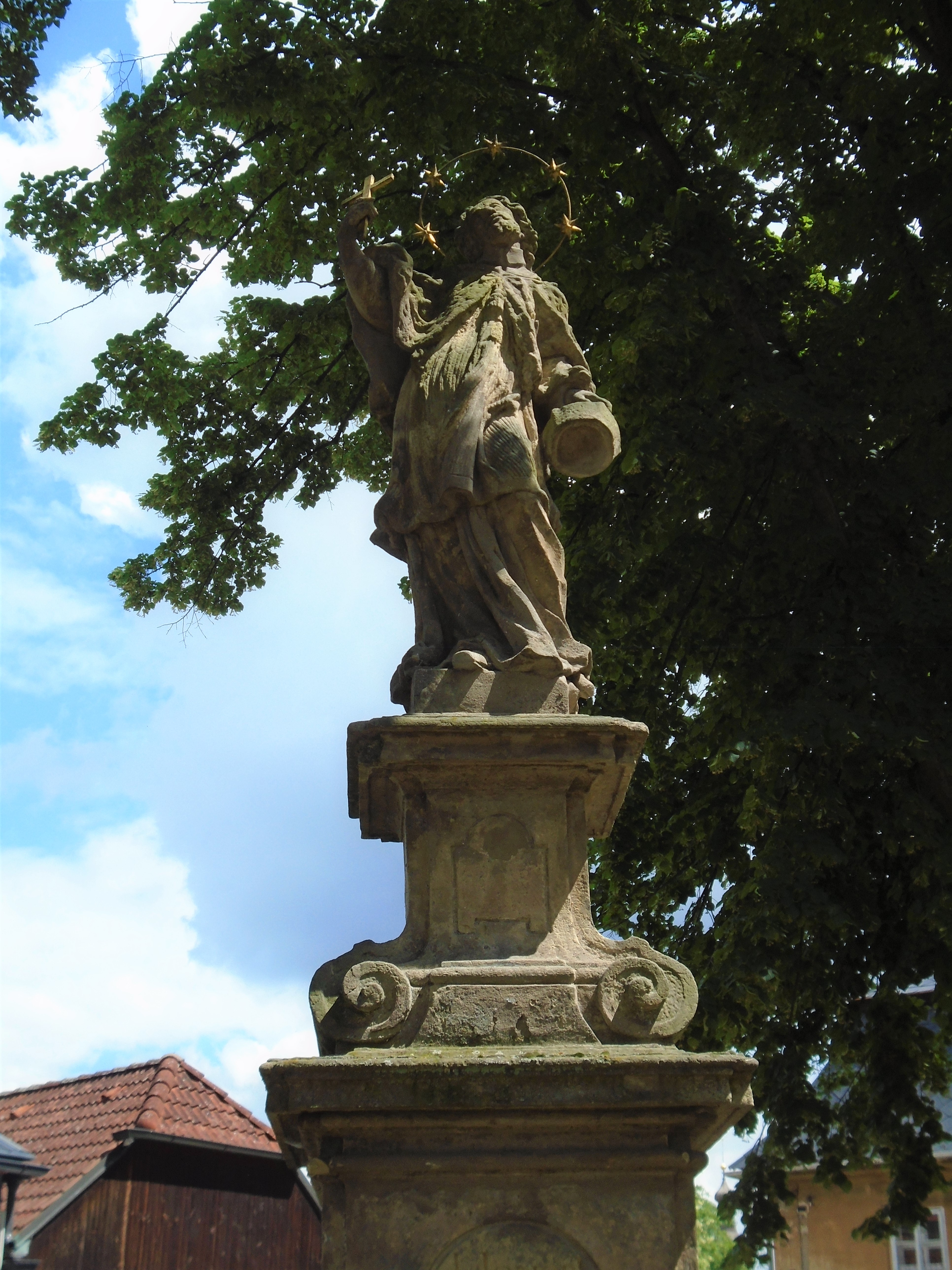
Detail sochy
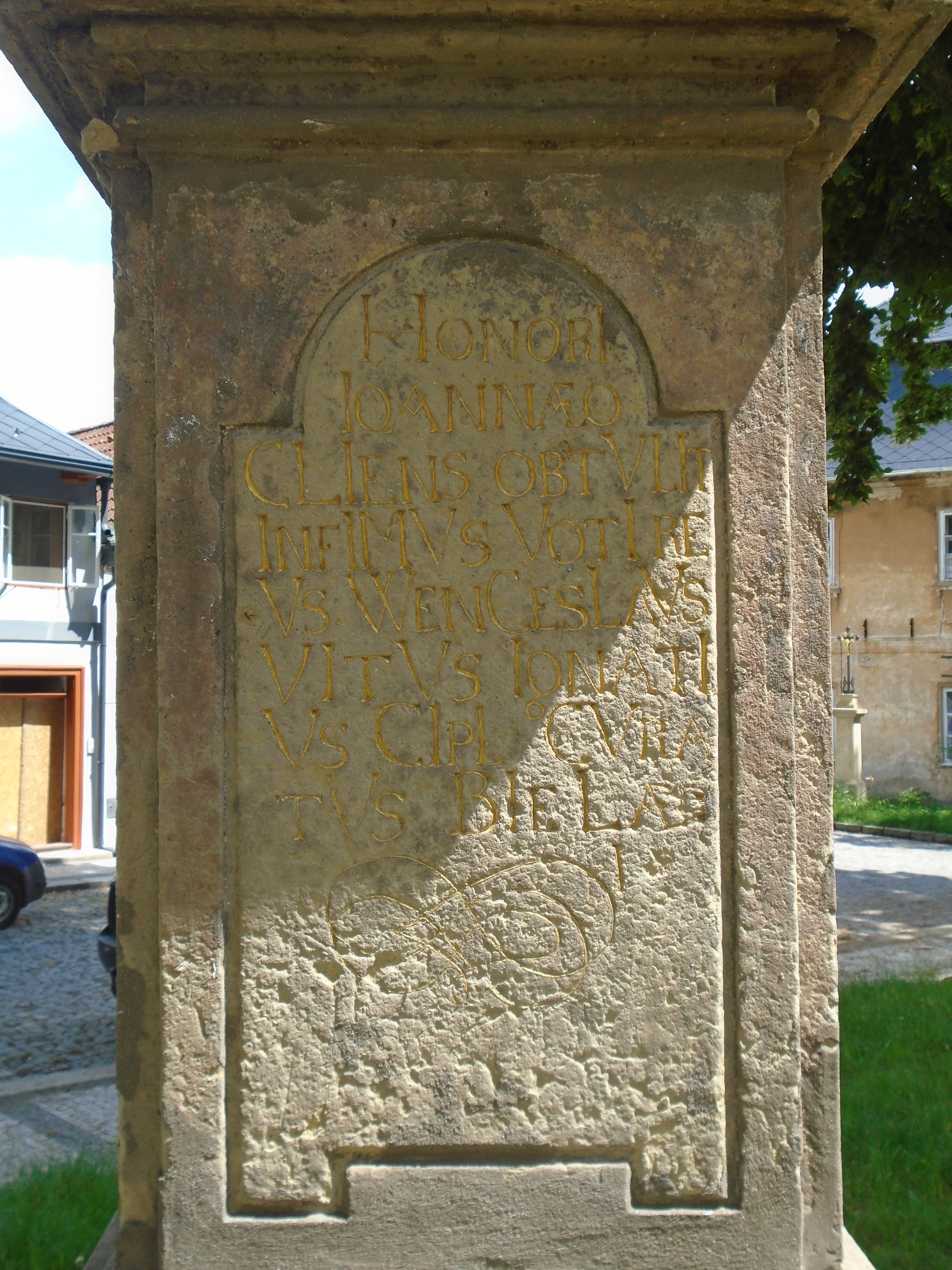
Nápisové zrcadlo
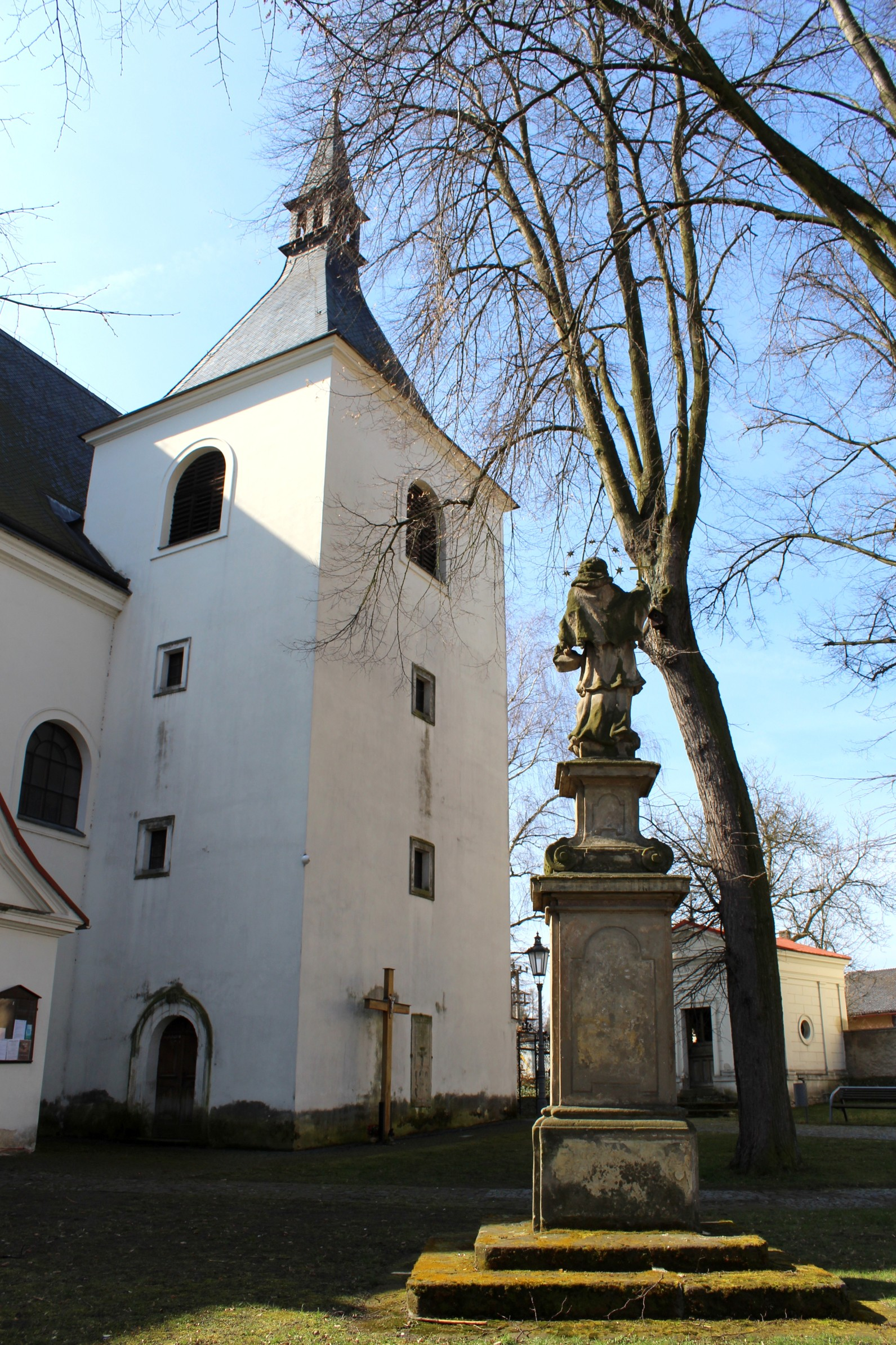
Socha před kostelem Povýšení sv. Kříže